# Chlosyne janais
Espèce
Chlosyne janais est un insecte lépidoptère de la famille des Nymphalidae. C'est un papillon commun en Amérique où on le trouve depuis le nord de la Colombie jusqu'au sud du Texas.
Il a une envergure de 4,8 à 6,7 cm. Il vit en bordure des forêts des plaines tropicales et subtropicales et le long des cours d'eau. Il vole toute l'année dans les régions tropicales et de juillet à novembre dans les régions tempérées avec plusieurs générations sur une saison.
Sa larve se nourrit sur des buissons d'Acanthaceae comme Anisacanthus wrightii et Odontonema callistachus (au Texas).
On peut le trouver en grande quantité dans la vallée du Rio Grande au sud du Texas où la population peut être exterminée par un coup de froid. La région est ensuite recolonisée par des papillons mexicains.

### Liens taxonomiques
- (en) Tree of Life Web Project : Chlosyne janais
- (en) Catalogue of Life : Chlosyne janais Drury, 1782 (consulté le 17 décembre 2020)
- (en) NCBI : Chlosyne janais (taxons inclus)